# Batu Belubang (Senayang)
Batu Belubang is een bestuurslaag in het regentschap Lingga van de provincie Riouwarchipel, Indonesië. Batu Belubang telt 1180 inwoners (volkstelling 2010).